# Клюворылый морской окунь
Клюворылый морской окунь, или глубоководный клювач, или атлантический окунь клювач (лат. Sebastes mentella), — вид морских лучепёрых рыб семейства скорпеновых (Scorpaenidae). Обитает в северной части Атлантического океана и в Северном Ледовитом океане. Встречается на глубине до 1441 м. Максимальная длина 77,5 см. Ценная промысловая рыба.

## Описание
Массивное тело покрыто ктеноидной чешуёй. На голове многочисленные шипы и гребни развиты слабо. Затылочные и нухальные гребни слиты вместе. Голова большая. Глаза большие, диаметр орбиты составляет 27,5—29,5 % длины головы. Нижняя челюсть выдаётся вперёд, с очень большим симфизиальным бугорком. Межглазничное пространство плоское или слегка выпуклое. Длинный спинной плавник с 13—17 (наичаще 14—15) колючими и 13—16 мягкими лучами. В анальном плавнике 3 колючих и 7—11 (наичаще 9) мягких лучей. В грудном плавнике 18—20 мягких лучей. Хвостовой плавник усечённый. В боковой линии 32—40 (наичаще 34) чешуй. Позвонков 30—32. Тело, голова и плавники ярко-красного цвета, брюхо розовое.
Максимальная длина тела 77,5 см, обычно до 40 см.

## Биология
Клюворылые морские окуни являются морскими стайными бенто- и мезопелагическими рыбами. Образуют большие скопления как в придонных, так ив средних слоях воды на глубине от 300 до 1441 м. Совершают сезонные, нагульные и нерестовые миграции. Продолжительность жизни до 75 лет.

## Питание
Для взрослых особей атлантического окуня клювача характерен широкий спектр питания. В желудках обнаружено 24 таксона животных, относящихся к 11 систематическим группам беспозвоночных и рыб. В состав рациона входят амфиподы, копеподы, эуфаузиды, креветки, молодь кальмаров и различные виды рыб. Из рыб доминирующими пищевыми объектами являлись представители семейства миктофовых (в частности, Myctophum punctatum и Bentozema glaciale). Также встречались рыбы семейств Paralepididae, Gonostomatidae, Chauliodontidae, Sternoptychidae, Bathylagidae, Nimichchthyidae и собственная молодь. Наблюдается сезонная изменчивость спектра и активности питания. Наиболее низкая активность питания отмечается в апреле — мае. В это время в составе рациона преобладают копеподы, эуфаузиды и креветки. В летние месяцы интенсивность питания возрастает; возрастает роль амфипод, молоди кальмаров и рыбы. В это же время отмечен массовый каннибализм. Осенью увеличивается доля головоногих и рыб. Активно питаться рыба продолжает до октября.

### Размножение
Клюворылый морской окунь относится к яйцеживородящим видам с внутренним оплодотворением. Спаривание происходит обычно на глубине более 500 м. Сроки спаривания зависят от района спаривания: север Атлантического океана на банке Флемиш-Кап: август — октябрь; у берегов Исландии: октябрь — декабрь; моря Северного Ледовитого: океана сентябрь — октябрь; Лабрадорское море и море Ирмингера: сентябрь — начало октября. После спаривания сперма сохраняется внутри самки в течение нескольких месяцев до оплодотворения икры. Вылупление происходит внутри самки. Вымет предличинок в разных частях ареала происходит в разные сезоны: на банке Флемиш-Кап и в Норвежском море предличинки вымётываются с середины марта до начала мая, в море Ирмингера — с апреля и до конца мая; в Баренцевом море — в мае — июле; в районе Ньюфаундленда и на Большой Ньюфаундлендской банке — с марта по август.

## Ареал
Широко распространены в северной части Атлантического океана и в Северном Ледовитом океане: западная часть Баренцева моря до 35° в. д., у Западного Шпицбергена, Гренландское море, Норвежское море, у побережья северной Норвегии, вокруг Исландии и Фарерских островов; у побережья восточной и западной Гренландии; у восточного побережья Лабрадора и Баффиновой Земли; море Баффина, море Ирмингера, Лабрадорское море; на юг вдоль побережья Северной Америки до пролива Кабота и Лонг-Айленда.

## Хозяйственное значение
Ценная промысловая рыба. Максимальные уловы в 98,66 тысяч тонн достигались в 2001 году. В 2010—2014 годах уловы варьировались от 48,4 до 77 тысяч тонн. Советские уловы клюворылого морского окуня достигали максимума в 1950-е годы (более 65 тысяч тонн). Вследствие перелова запасы окуня клювача в 1980-х и начале 1990-х годов были на низком уровне. В 2000-х годах уловы начали возрастать. Вылов РФ в 2000 году составил 14,7 тысяч тонн.